# Stremț
Stremț là một xã thuộc hạt Alba, România. Dân số thời điểm năm 2002 là 2826 người.